# Vogtareuth
Vogtareuth – miejscowość i gmina w Niemczech, w kraju związkowym Bawaria, w rejencji Górna Bawaria, w regionie Südostoberbayern, w powiecie Rosenheim. Leży około 10 km na północ od Rosenheimu, nad rzeką Inn.

## Demografia
Dane o ludności z 31 grudnia 2008:
| Opis                                | Ogółem | Ogółem | Kobiety | Kobiety | Mężczyźni | Mężczyźni |
| ----------------------------------- | ------ | ------ | ------- | ------- | --------- | --------- |
| Jednostka                           | osób   | %      | osób    | %       | osób      | %         |
| Populacja                           | 3136   | 100    | 1533    | 48,88   | 1603      | 51,12     |
| Wiek przedprodukcyjny (0–17 lat)    | 718    | 22,9   | 332     | 10,59   | 386       | 12,31     |
| Wiek produkcyjny (18–65 lat)        | 1981   | 63,17  | 971     | 30,96   | 1010      | 32,21     |
| Wiek poprodukcyjny (powyżej 65 lat) | 437    | 13,93  | 230     | 7,33    | 207       | 6,6       |

## Polityka
Wójtem gminy jest Matthias Maier z CSU, rada gminy składa się z 16 osób.
|      | CSU/PFW | FW/ÜWG | AfUG | BL | Razem |
| 2008 | 6       | 4      | 4    | 2  | 16    |
| 2002 | 9       | 5      | -    | -  | 14    |